# Тумуертай (станція)
Тумуертай (кит. 土牧尔台站, пін. Tǔmùěrtái Zhàn) — залізнична станція в КНР, розміщена на Цзінін-Ерляньській залізниці між станціями Агуйт і Уланьхуа.
Розташована в однойменному селищі хошуну Чахар – Правий Задній стяг (міський округ Уланчаб, автономний район Внутрішня Монголія). Відкрита в 1954 році.